# 艾吉哈佐什盖尔盖
艾吉哈佐什盖尔盖，是匈牙利诺格拉德州所辖的一个村。总面积15.37平方公里，总人口753，人口密度49.0人/平方公里（2011年1月1日）。